# Cendrikhügel
Cendrikhügel är en kulle i Antarktis. Den ligger i Östantarktis. Nya Zeeland gör anspråk på området. Toppen på Cendrikhügel är 1 989 meter över havet.
Terrängen runt Cendrikhügel är kuperad åt nordost, men åt sydväst är den bergig. Trakten är obefolkad. Det finns inga samhällen i närheten. 